# Tiến quân ca
Tiến quân ca là một bài hát do nhạc sĩ Văn Cao (1923–1995) sáng tác vào năm 1944. Bài hát được chọn làm quốc ca của nước Việt Nam Dân chủ Cộng hòa từ ngày 13 tháng 8 năm 1945 đến 1 tháng 7 năm 1976, và tiếp tục được chọn làm quốc ca của nước Cộng hòa Xã hội chủ nghĩa Việt Nam từ ngày 2 tháng 7 năm 1976.

## Hoàn cảnh ra đời
Mùa đông năm 1944, Văn Cao gặp Vũ Quý, một cán bộ Việt Minh, ở ga Hàng Cỏ. Vũ Quý là người từng quen biết Văn Cao và đã động viên ông viết những bài hát yêu nước như Đống Đa, Thăng Long hành khúc ca... Vũ Quý đề nghị Văn Cao thoát ly hoạt động cách mạng, và nhiệm vụ đầu tiên là sáng tác một bài hành khúc cho đội quân Việt Minh.
Văn Cao viết bài hát đó trong nhiều ngày tại căn gác số 45 Nguyễn Thượng Hiền. Ông có viết lại trong một ghi chép tháng 7 năm 1976 như sau: "[...] Tôi chỉ đang làm một bài hát. Tôi chưa được biết chiến khu, chỉ biết những con đường Phố Ga, đường Hàng Bông, đường Bờ Hồ theo thói quen tôi đi. Tôi chưa gặp các chiến sĩ cách mạng của chúng ta, trong khóa quân chính đầu tiên ấy, và biết họ hát như thế nào. Ở đây đang nghĩ cách viết một bài hát thật giản dị cho họ có thể hát được...". Trong một hồi ký tựa đề "Bài Tiến quân ca", Văn Cao cho biết, khi ông sáng tác Tiến quân ca thì có Phạm Duy ở cùng, và "Anh rất tôn trọng những phút tôi ngồi vào bàn với tập bản thảo và chờ đợi âm thanh từng câu nhạc được nhắc đi nhắc lại. Anh là người chứng kiến sự ra đời của bài Tiến quân ca".
Về ca khúc, Văn Cao nói rằng, tên bài hát và lời ca của nó là một sự tiếp tục từ ca khúc Thăng Long hành khúc ca trước đó: "Cùng tiến bước về phương Thăng Long thành cao đứng" và bài Gò Đống Đa: "Tiến quân hành khúc ca, thét vang rừng núi xa"... Và ông đã rút lại những ca từ trong bài hát đó thành Tiến quân ca. Phần ca từ trong bài hát ở thời điểm mới ra đời có nhiều khác biệt so với sau này, như câu đầu Đoàn quân Việt Nam đi, thì ban đầu là Đoàn quân Việt Minh đi, câu thứ bảy của bài hát ở phiên bản đầu là "Thề phanh thây uống máu quân thù" thể hiện sự căm phẫn, đau đớn của Văn Cao trước sự tàn bạo của thực dân Pháp và trước nạn đói đang xảy ra, về sau được nhiều người góp ý, tác giả đã sửa thành Vì nhân dân chiến đấu không ngừng. Câu kết: "Tiến lên! Cùng thét lên! Chí trai là nơi đây ước nguyền!" được Văn Cao sửa thành (...) Núi sông Việt Nam ta vững bền, nhưng đến khi xuất bản thành Quốc ca, ai đó đã sửa thành (...) Nước non Việt Nam ta vững bền, việc này, theo Văn Cao, "Với một ca khúc đòi hỏi trang nghiêm, chữ nước non hát lên bị yếu. Chữ núi sông hát khỏe và hùng tráng".
Sau khi hoàn thành tác phẩm, Văn Cao gặp và hát cho Vũ Quý nghe. Vũ Quý rất hài lòng, giao cho Văn Cao tự tay viết bài hát lên đá in. Và lần đầu tiên Tiến quân ca được in trên trang văn nghệ của báo Độc Lập tháng 11 năm 1944 bằng bản in đá do chính Văn Cao viết.
Ngày 17 tháng 8 năm 1945, ca khúc được hát trước quần chúng lần đầu tiên tại một cuộc mít-tinh của công chức Hà Nội bởi Ph.D , đây cũng là người đã buông lá cờ đỏ sao vàng của Việt Minh thay cho cờ của chính phủ Trần Trọng Kim và cướp loa phóng thanh hát Tiến quân ca, mà theo Văn Cao: "Con người trầm lặng ấy đã có sức hát hấp dẫn hàng vạn quần chúng ngày hôm đó".
Còn nhà thơ, nhạc sĩ Nguyễn Đình Thi, sau khi nghe Văn Cao hát bài hát này, đã xúc động thật sự, và đề nghị mỗi người viết một bài hát nữa về mặt trận Việt Minh. Sau đó Nguyễn Đình Thi viết được bài Diệt phát xít, Văn Cao viết thêm bài Chiến sĩ Việt Nam, cả hai bài hát này đều phổ biến rộng rãi trong công chúng.

## Quốc ca
Ngày 13 tháng 8 năm 1945, Chủ tịch Hồ Chí Minh đã chính thức duyệt Tiến quân ca làm quốc ca của nước Việt Nam Dân chủ Cộng hòa. Ngày 17 tháng 8 năm 1945, trong cuộc mít tinh của nhân dân Hà Nội trước Nhà hát Lớn, bài Tiến quân ca đã được cất lên lần đầu tiên trước đông đảo dân chúng. Cũng tại quảng trường Nhà hát lớn, ngày 19 tháng 8 năm 1945, trong cuộc mít tinh lớn, dàn đồng ca của Đội Thiếu niên Tiền phong đã hát bài Tiến quân ca chào lá cờ đỏ sao vàng.

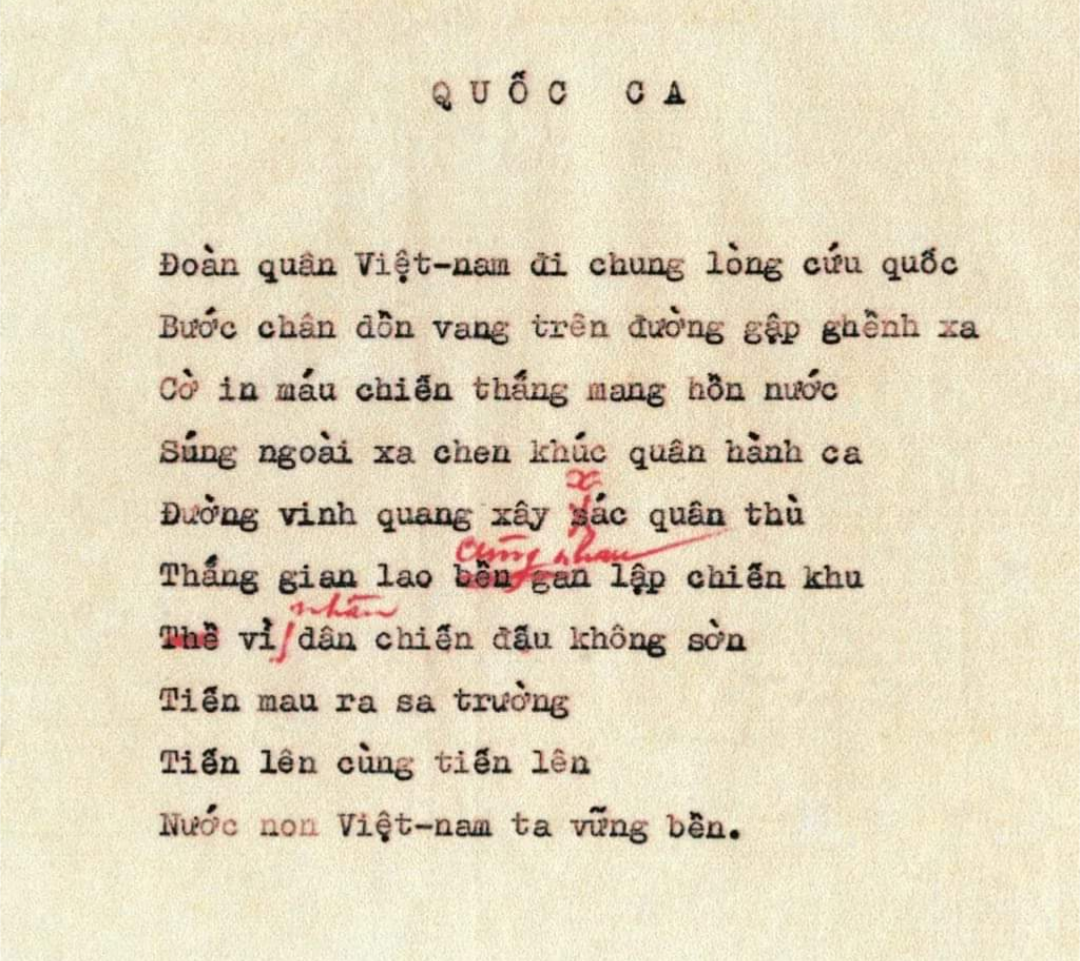
Bút tích sửa lời Quốc ca Việt Nam (bao gồm sửa lỗi chính tả và sửa câu từ) của Hồ Chí Minh

Ngày 2 tháng 9 năm 1945, Tiến quân ca chính thức được cử hành trong ngày Tuyên ngôn độc lập tại Quảng trường Ba Đình bởi Ban nhạc Giải phóng quân do Đinh Ngọc Liên chỉ huy. Trước ngày biểu diễn, nhạc sĩ Đinh Ngọc Liên và nhạc sĩ Nguyễn Hữu Hiếu đã bàn với Văn Cao thống nhất sửa hai chữ trong Tiến quân ca, cụ thể là rút ngắn độ dài của nốt rê đầu tiên ở chữ "Đoàn" và nốt mi ở giữa chữ "xác" làm cho bản nhạc khỏe khoắn hơn.
Năm 1946, Quốc hội khóa I đã quyết định chọn Tiến quân ca làm quốc ca. Trong bản Hiến pháp đầu tiên của nước Việt Nam, tại điều 3 ghi rõ: "Quốc ca là bài Tiến quân ca". Năm 1955, kỳ họp thứ 5 Quốc hội khoá I đã quyết định mời tác giả tham gia sửa một số chỗ về phần lời của quốc ca. Văn Cao sau này đã luyến tiếc vì một số chữ sửa đã làm mất khí thế hùng tráng của ca khúc.
Sau năm 1975, chính phủ Việt Nam Cộng hòa sụp đổ, ngày 2 tháng 7 năm 1976, hai miền Nam Bắc thống nhất thành Cộng hòa Xã hội Chủ nghĩa Việt Nam và quốc ca là Tiến quân ca. Năm 1981, Việt Nam tổ chức thay đổi quốc ca. Một cuộc thi được mở ra nhưng sau hơn một năm, cuộc thi này không được nhắc tới nữa và cũng không có tuyên bố chính thức gì về kết quả. Tiến quân ca vẫn là quốc ca Việt Nam cho tới ngày nay.

## Lời bài hát
| Lời 1 | Lời 2 |
| --- | --- |
| Lời bài hát từ năm 1955 đến nay | |
| Đoàn quân Việt Nam đi, chung lòng cứu quốc Bước chân dồn vang trên đường gập ghềnh xa Cờ in máu chiến thắng mang hồn nước, Súng ngoài xa chen khúc quân hành ca Đường vinh quang xây xác quân thù, Thắng gian lao cùng nhau lập chiến khu. Vì nhân dân chiến đấu không ngừng, Tiến mau ra sa trường, Tiến lên, cùng tiến lên! Nước non Việt Nam ta vững bền.   | Đoàn quân Việt Nam đi, sao vàng phấp phới Dắt giống nòi quê hương qua nơi lầm than Cùng chung sức phấn đấu xây đời mới, Đứng đều lên gông xích ta đập tan. Từ bao lâu ta nuốt căm hờn, Quyết hy sinh đời ta tươi thắm hơn. Vì nhân dân chiến đấu không ngừng, Tiến mau ra sa trường, Tiến lên, cùng tiến lên! Nước non Việt Nam ta vững bền!      |
| Lời bài hát từ năm 1944 đến năm 1955 | |
| Đoàn quân Việt Nam đi, Chung lòng cứu quốc, Bước chân dồn vang trên đường gập ghềnh xa, Cờ in máu chiến thắng mang hồn nước. Súng đằng xa chen khúc quân hành ca, Đường vinh quang xây xác quân thù, Thắng gian lao đoàn Việt lập chiến khu. Thề phanh thây uống máu quân thù, Tiến mau ra sa trường, Tiến lên! Cùng thét lên! Chí trai là đây nơi ước nguyền! | Đoàn quân Việt Nam đi, Sao vàng phấp phới, Dắt giống nòi quê hương qua nơi lầm than. Cùng chung sức kiến thiết xây đời mới, Đứng đều lên gông xích ta đập tan. Dù thây tan xương nát khôn sờn, Gắng hy sinh đời ta tươi thắm hơn. Từ bao lâu ta nuốt căm hờn, Vũ trang đâu! Lên đường! Hỡi ai! Lòng chớ quên! Bắc Sơn cùng Đô Lương, Thái Nguyên. |

## Vấn đề bản quyền
Ngày 21 tháng 6 năm 2010, Cục Bản quyền tác giả nhận được thư ngỏ lời được hiến tặng tác phẩm Tiến quân ca của bà Nghiêm Thúy Băng, vợ cố nhạc sĩ Văn Cao gửi Bộ trưởng Bộ Văn hóa, Thể thao và Du lịch (VHTT&DL). Bà Nghiêm Thúy Băng, đại diện gia đình nhạc sĩ Văn Cao đang hưởng quyền thừa kế đã trân trọng ngỏ lời hiến tặng Đảng, Quốc hội, Nhà nước và công chúng tác phẩm Tiến quân ca được sử dụng làm Quốc ca nước Cộng hòa xã hội chủ nghĩa Việt Nam từ 1945 đến nay.
Tuy vậy, đến tháng 8 năm 2015, Nhà nước không có phản hồi về lời tặng này, nhạc sĩ Phó Đức Phương, Giám đốc Trung tâm Bảo vệ quyền tác giả âm nhạc Việt Nam đề xuất thu phí bản quyền khi được sử dụng để biểu diễn trong các chương trình nghệ thuật. Ngày 15 tháng 8, trong chương trình Hát mãi khúc quân hành tại Nhà hát Tuổi trẻ và chương trình Tự hào tổ quốc tôi ngày 17 tháng 8, Trung tâm Bảo vệ quyền tác giả âm nhạc Việt Nam đã thu tiền bản quyền tác phẩm Tiến quân ca. Ngày 26 tháng 8, Bộ Văn hóa, Thể thao và Du lịch gửi công văn đến trung tâm này đề nghị dừng việc thu tiền bản quyền tác phẩm Tiến quân ca vì ''lời hiến tặng của vợ cố nhạc sĩ Văn Cao và cũng là tâm nguyện của ông khi còn sống''. Ngay sau đó Thanh tra Bộ Văn hóa, Thể thao và Du lịch Việt Nam đã yêu cầu dừng việc thu tiền.
Ngày 15 tháng 7 năm 2016, gia đình của nhạc sĩ Văn Cao đã hiến tặng ca khúc Tiến quân ca cho nhân dân và Tổ quốc Việt Nam. Lễ tiếp nhận được tổ chức tại Tòa nhà Quốc hội. Cũng tại buổi lễ, Phó Thủ tướng Vũ Đức Đam đã tặng Bằng khen của Thủ tướng Chính phủ cho quả phụ của nhạc sĩ, Nghiêm Thúy Băng, để ghi nhận những nỗ lực của bà trong việc bảo tồn các tác phẩm của nhà soạn nhạc. Kể từ đó, Bộ Văn hóa, Thể thao và Du lịch là cơ quan quản lý bài "Tiến quân ca" theo quy định pháp luật về quyền tác giả và các quyền liên quan về bản quyền.

### Vụ tắt tiếng quốc ca trên YouTube
Ngày 4 tháng 11 năm 2021, VTV tố cáo BH Media đã "đánh bản quyền" "Tiến quân ca" trên YouTube trong một chương trình thời sự. Đáp lại, BH Media khẳng định mình "không vi phạm quyền tác giả gốc của Quốc ca", nhưng bản ghi này do Hồ Gươm Audio sản xuất và ủy quyền cho BH Media quản lý nên họ có quyền "quản lý, khai thác trên YouTube" đối với bản ghi này. Về mặt pháp lý, luật sư Phạm Duy Khương nhận định "bài hát được hiến tặng thuộc dạng "chết" chứ không phải bản ghi cụ thể nào", nên người nào dùng bài hát "để sản xuất sản phẩm ghi âm, ghi hình, người đó có quyền với bản ghi đó".
Sau đó, ngày 6 tháng 12, trong trận đấu giữa đội tuyển Việt Nam và đội tuyển Lào tại AFF Cup 2020, đơn vị giữ bản quyền (Next Media) đã tắt tiếng phần hát Quốc ca Việt Nam vì lý do bản quyền âm nhạc. Đại diện của BH Media cho biết đơn vị tiếp sóng đã tự tắt tiếng Quốc ca để tránh bị mất doanh thu. Bà cũng giải thích rằng trước đó từng có vụ việc kênh YouTube của FPT mất doanh thu vì trận đấu dùng bản ghi "Tiến quân ca" do hãng đĩa nước ngoài là Marco Polo sản xuất. Trong thông cáo báo chí cùng ngày, BH Media cho biết họ chưa từng và chưa bao giờ nhận sở hữu quyền tác giả "Tiến quân ca".
Bình luận về sự việc, con trai của Văn Cao là Văn Thao cho biết gia đình ông thấy "rất buồn", "rất bức xúc", cho rằng các doanh nghiệp trên đã "xâm phạm bản quyền của quốc gia", nếu ai muốn dàn dựng bản ghi âm thì "phải xin phép nhà nước". Nhưng luật sư Lê Thị Thu Hương lại cho rằng "sản xuất bản ghi bài hát này không cần xin phép chủ thể nào". Bộ trưởng Bộ VHTT&DL Nguyễn Văn Hùng cũng như người phát ngôn Bộ Ngoại giao Lê Thị Thu Hằng cảnh cáo "các cá nhân, tổ chức không được có bất kỳ hành vi nào ngăn chặn việc phổ biến Quốc ca Việt Nam". Đáp lại, Next Media cho biết sẽ không tắt tiếng phần Quốc ca trong những sự kiện sắp tới trên mọi nền tảng phát sóng. Về mặt pháp lý, luật sư Lê Thị Thu Hương giải thích rằng bài hát được hiến tặng cho công chúng chỉ là "phần nhạc và lời", không phải là một bản ghi âm cụ thể. Luật sư Hương, luật sư Đặng Văn Cường và luật sư Nguyễn Thị Xuyến giải thích rằng các đơn vị sản xuất bản ghi âm sẽ giữ bản quyền các bản ghi âm do họ tạo ra. Họ bỏ tiền ra sản xuất nên họ là chủ sở hữu hợp pháp của bản ghi, ai muốn dùng đều phải xin phép. Tức là, nếu bản ghi "Tiến quân ca" phát trong trận bóng là có bản quyền thì YouTube sẽ gỡ video với lý do vi phạm bản quyền.
Trang Báo điện tử Chính phủ phát hành một bản ghi quốc ca mà ai cũng có thể dùng miễn phí. Công văn của Phó Tổng cục trưởng Tổng cục Thể dục thể thao Trần Đức Phấn cũng khuyến nghị lấy đây làm bản được sử dụng thống nhất. Sau đó, Liên đoàn bóng đá Việt Nam và ban tổ chức AFF Cup đã sử dụng bản ghi này.
Ngày 16 tháng 6 năm 2022, Quốc hội Việt Nam đã thông qua Luật sửa đổi, bổ sung một số điều của Luật Sở hữu trí tuệ, trong đó khoản 2 Điều 7 được sửa đổi, bổ sung như sau: "Việc thực hiện quyền sở hữu trí tuệ không được xâm phạm lợi ích của Nhà nước, lợi ích công cộng, quyền và lợi ích hợp pháp của tổ chức, cá nhân và không được vi phạm quy định khác của pháp luật có liên quan. Tổ chức, cá nhân thực hiện quyền sở hữu trí tuệ liên quan đến Quốc kỳ, Quốc huy, Quốc ca nước Cộng hòa xã hội chủ nghĩa Việt Nam không được ngăn chặn, cản trở việc phổ biến, sử dụng Quốc kỳ, Quốc huy, Quốc ca". Luật có hiệu lực thi hành kể từ ngày 1 tháng 1 năm 2023.